# الو (والیس و فاتونا)
الو (والیز و فاتونا) (به فرانسوی: Alo (Wallis and Futuna)) یک منطقهٔ مسکونی در فرانسه است که در والیس و فوتونا واقع شده‌است.

## خصوصیات
الو ۵۳ کیلومترمربع مساحت و ۲٬۹۹۳ نفر جمعیت دارد.